# Contreforts des montagnes Rocheuses

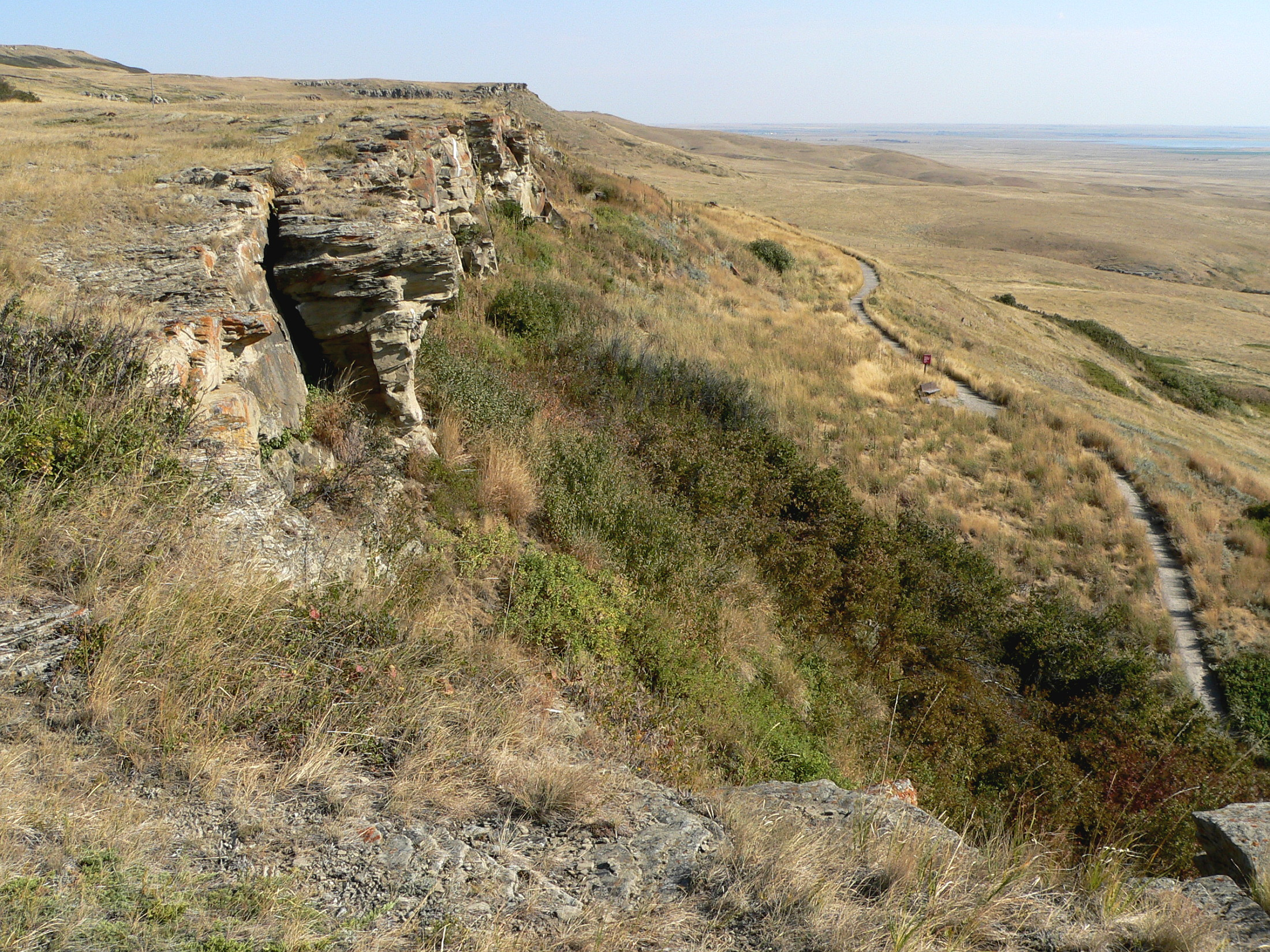
Un précipice à bisons situé là où les contreforts des montagnes Rocheuses commencent à s'élever de la prairie.

Les contreforts des montagnes Rocheuses (en anglais : Rocky Mountain Foothills) sont une zone de hautes terres bordant le versant oriental des Rocheuses canadiennes, s'étendant au sud de la rivière Liard jusqu'en Alberta. Bordant le système des plaines intérieures, ils font partie du système des montagnes Rocheuses ou du système oriental de la cordillère occidentale de l'Amérique du Nord. 